# مارک‌گراف‌نشین براندنبورگ
مارگراف براندنبورگ (آلمانی: Markgrafschaft Brandenburg) یک شاهزاده‌نشین بزرگ امپراتوری مقدس روم از سال ۱۱۵۷ تا ۱۸۰۶ میلادی بود. این شاهزاده‌نشین در شمال آلمان و اروپای مرکزی نقش محوری و مهم تاریخی ایفا می‌کرد.